# Nicolás Naranjo Palacios
Nicolás Naranjo Palacios (La Serena, 1826 - Vallenar, 21 de febrero de 1896), fue un ingeniero, minero y benefactor de Vallenar.

## Biografía
Fue hijo del rico minero Rafael Naranjo Uriarte y nieto del español Nicolás Naranjo Vargas.
Estudió en el Liceo de La Serena siendo alumno destacado del sabio don Ignacio Domeyko.
Recibido de ingeniero de minas trabajó en la fundición de Guayacán; tuvo a su cargo la gerencia en las usinas de Errázuriz y Urmeneta, en Taltal; y en este cargo exploró el desierto de Atacama, entre Chañaral y Antofagasta; y finalmente formó la mina Domeyko, en Vallenar, la que más tarde le proporcionó grandes cantidades de dinero.
Radicado en Vallenar en 1862 alcanzó gran riqueza con la explotación de minas en las sierras de "Tunas" y "Aguas Amarga", situadas al sur de dicha ciudad. Estableció la fundición de Las Tunas; extendió sus trabajos a otras minas, e industrializó y explotó los minerales de Arenillos, La Marquesa y Zapallar.
Fue dueño de minas de oro, cobre y plata, lo que le permitió ser un gran terrateniente y viajar por toda Europa.
En 1866 fue elegido regidor de Vallenar.
Fue elegido diputado propietario por "Vallenar" en el período 1879-1882.
Reelegido diputado propietario por "Vallenar", período 1882-1885. Pero hubo dualidad de poderes: unos favorecían a don Abel Saavedra y a don Olegario Silva, como su suplente; y otros, a don Nicolás Naranjo como diputado propietario y a don Victorino Rojas Magallanes, como suplente. Por acuerdo de 30 de agosto de 1882 se declararon nulas estas elecciones y verificada la repetición de las mismas, resultaron elegidos los señores Saavedra y Silva, cuyos poderes se aprobaron el 14 de noviembre del mismo año 1882.
Luego que ya había hecho una fortuna con los minerales, adquirió las haciendas Juntas y Armidita, en sus 250 hectáreas plantó viñedos y fabricó vino; para ello, contrató a un vinicultor italiano, don Juan Rollando, y confió la dirección técnica y administrativa al agrónomo don Julio Figueroa, en 1882.
Sus vinos fueron galardonados con un "primer premio" en la Exposición de París en 1890.
Realizó numerosas obras de beneficencia, como la fundación del Hospital Nicolás Naranjo. Compró en Vallenar una faja de terreno, donde se instaló un asilo hospitalario en 1878, que lo llamó Hospital de San Juan de Dios, póstumamente en su honor se le denominó "Hospital Nicolás Naranjo". En la sala de dicho hospital se encontraba un cuadro que lo representa.
Se casó con Ignacia Ossa Cerda y tuvieron hijos.
Dejó de existir en Vallenar, Chile, el 21 de febrero de 1896.